# Совхозне (Черняховський район)
Совхозне (рос. Совхозное) — селище Черняховського району, Калінінградської області Росії. Входить до складу Каменського сільського поселення.
Населення —  35 осіб (2015 рік). 

## Населення
| 2002 | 2010 |
| ---- | ---- |
| 51   | ↘35  |